# Rio Comănescu
O Rio Comănescu é um rio da Romênia, afluente do Râuşor, localizado no distrito de Hunedoara.